# ФК Санфрече Хирошима
Санфрече Хирошима (јап. サンフレッチェ広島) јапански је фудбалски клуб из Хирошиме.

## Име
- ФК Тојо (јап. 東洋工業蹴球部, 1938—1970)
- ФК Тојо (јап. 東洋工業サッカー部, 1971—1980)
- ФК Мазда Тојо (јап. マツダスポーツクラブ東洋工業サッカー部, 1981—1983)
- ФК Мазда (јап. マツダスポーツクラブサッカー部, 1984—1985)
- ФК Мазда (јап. マツダサッカークラブ, 1986—1992)
- ФК Санфрече Хирошима (јап. サンフレッチェ広島, 1993—)

## Успеси
Првенство
- Фудбалска прва лига Јапана: 1965, 1966, 1967, 1968, 1970.
- Џеј 2 лига: 2008.
- Џеј 1 лига: 2012, 2013, 2015.

Куп
- Куп Џеј лиге: 2022.
- Царев куп: 1965, 1967, 1969.
- Суперкуп Јапана: 2008, 2013, 2014, 2016, 2025.